# Џејмс Фелдин
Џејмс Фелдин (енгл. James Feldeinе; Њујорк Сити, Њујорк, 26. јун 1988) је америчко–доминикански кошаркаш. Игра на позицији бека.

## Каријера

### Клубови
По окончању студија, започео је професионалну каријеру у Шпанији у друголигашу Бреогану. Тамо је провео две сезоне, а у другој био и најбољи стрелац лиге. Уследио је искорак и потпис уговора са Фуенлабрадом где је такође провео две успешне сезоне. Потом је потписао једногодишњи уговор са Кантуом, а по завршетку сезоне у Италији наступао је у Порторику.
У августу 2015. уследио је повратак у Европу и то у редове вишеструког првака Европе Панатинаикоса. За две сезоне у редовима клуба из Атине освојио је једно првенство Грчке и два купа. Проглашен је и за најкориснијег играча купа Грчке 2017. године. Играјући за ПАО у евролигашкој сезони 2015/16. просечно је бележио 8,4 поена, док је у наредној 2016/17. сезони у елитном такмичењу његов кошгетерски просек пао на 6,7 поена по мечу.
У августу 2017. је потписао уговор са Црвеном звездом. У сезони 2017/18. је одиграо 28 утакмица за Црвену звезду у Евролиги, просечно постизао 11,6 поена, шутнуо 119 тројки и погодио 41 (34,5 одсто успешности). У АБА лиги је био на 14,8 поена и погодио чак 43,4 одсто шутева ван линије 6,75. Са црвено-белима је освојио Суперлигу Србије.
У августу 2018. је потписао за Хапоел из Јерусалима. Две сезоне је наступао за Хапоел а затим је годину дана био играч Реал Бетиса.

### Репрезентација
Фелдин је власник и доминиканског пасоша те је за репрезентацију те земље наступао у периоду од 2013. до 2015. године. Издваја се наступ на Светском првенству 2014. године где је био други стрелац екипе.

## Успеси

### Клупски
- Панатинаикос:
  - Првенство Грчке (1): 2016/17.
  - Куп Грчке (2): 2016, 2017.
- Црвена звезда:
  - Првенство Србије (1): 2017/18.
- Хапоел Јерусалим:
  - Куп Израела (2): 2019, 2020.
  - Лига куп Израела (1): 2019.

### Појединачни
- Најкориснији играч Купа Грчке (1): 2017.
- Најкориснији играч кола Евролиге (1): 2017/18. (1)
- Идеални тим ФИБА Лиге шампиона — друга постава (1): 2018/19.